# とことこバス
とことこバスは、常滑まちなかバス事業推進協議会が知多乗合に運行を委託していた観光施設周遊バス。年末年始を除く土日祝日のみ運行。
利用状況が低調なことから2011年3月27日をもって運行を終了。

## 運賃
運賃は大人160円 - 400円。とことこ乗りほーだい券（一日乗車券）は、大人500円、小人250円。とことこ乗りほーだい券では、並行する知多バス路線にも乗車可能。

## 路線
- 中部国際空港 - 常滑駅 - やきもの散歩道入口 - INAXライブミュージアム - やきもの散歩道入口 - 常滑駅 - セラモール - 常滑駅 - 中部国際空港（2009年7月改正時点）

## 年表
- 2006年2月18日 - 運行開始。
- 2006年7月22日 - 路線変更。伊勢湾フェリー、りんくう常滑駅へ路線延長。
- 2008年2月16日 - 路線変更。伊勢湾フェリー、常滑ミナトライン停留所を廃止。
- 2008年9月1日 - りんくう常滑駅停留所を廃止。
- 2009年7月4日 - 中部国際空港へ乗入れ開始。運賃を改定し、均一運賃ではなくなる。
- 2011年3月27日 - 運行終了。